# Johannes Sculteti
Johannes Sculteti, auch Scultetus, Schultze, (* um 1450 in Königsberg; † 1526) war ein deutscher Geistlicher, Professor in Heidelberg und danach Domherr im Bistum Ermland in Frauenburg. Zu Beginn des 16. Jahrhunderts war er eine von drei Personen im Umfeld von Nicolaus Copernicus, die den latinisierten Namen Scultetus (von Schulz, Schultheiss) trugen, neben Alexander Scultetus und Bernhard Sculteti.

## Leben
Sein Studium an der Universität Köln schloss er um 1470 mit Bakkalaureus und Magister artium ab. Er wechselte 1474 zur Universität Heidelberg war dort bis 1497 Professor und Rektor. Vom Deutschen König, dem späteren Kaiser Maximilian I., wurde Sculteti dann für das Amt im Fürstbistum Ermland vorgeschlagen und sein Eintritt in das Ermländische Domkapitel ist (nach 1492, erst 1496) erfolgt, ungefähr zu der Zeit als auch Nicolaus Copernicus Domherr in Frauenburg wurde. 1502 wurde er (als einziger Inhaber dieses Amtes in Frauenburg) zum Archidiakon von Ermland gewählt, vorgeschlagen von Lucas Watzenrode, dem er stets zur Seite stand. Nach dessen Tod, im Dezember 1512 sowie von 1519 bis 1521, schon in hohem Alter, war der als Gesandter hochgeschätzte Sculteti mit verschiedenen Missionen im Auftrag des ermländischen Bischofs Fabian von Lossainen unterwegs. Während des Reiterkrieges hielt er sich von 1520/21 in Elbing auf, wo er als Oberhaupt des ermländischen Domkapitels und wichtigste Person der intellektuellen bzw. humanistischen Szene Preußens galt. Copernicus gehörte zu seinen wenigen Vertrauten innerhalb des Kapitels, denen er sich durch einen ähnlich selbstlosen Einsatz für das Gemeinwohl verbunden fühlte. Als Gesandte mussten Copernicus und Sculteti jedes Mal beim Hochmeister erneut freies Geleit beantragen.
Korrespondenz von und über Sculteti wird in der Nicolaus Copernicus Gesamtausgabe erörtert. So auch ein lateinischer Brief an Copernicus aus dem Jahre 1521, der mit deutschen Zitaten durchsetzt ist. Kurz vor der Entstehung des Briefes war der Domherr Balthasar Stockfisch gestorben, der das Siegel und verschiedene Papiere des Kapitels verwahrt hatte. Sculteti, Copernicus und Heinrich Snellenberg waren die Einzigen, die während des Reiterkrieges nicht geflüchtet waren, alle anderen flüchteten nach Danzig. Sculteti, Copernicus und der Bischof stimmten überein, die Verteidigung des Schlosses Allenstein selber (ohne fremde Truppen) zu unternehmen und Sculteti besorgte Hakenbüchsen aus Elbing.
Sein poetisches Werk ist verschollen, es galt als gut. Nach seinem Tode im Jahre 1526 wurde am 26. Oktober Felix Reich sein Nachfolger als Ermländischer Domherr.